# Hylobatidae
Gli ilobatidi (Hylobatidae Gray, 1870) sono una famiglia di primati ominoidei che raggruppa quattro generi: Hoolock, Symphalangus, Hylobates e Nomascus, comprendenti sedici specie. Le specie appartenenti agli ultimi due generi prendono propriamente il nome di Gibbone, termine usato nel linguaggio comune per tutte le specie della famiglia.
Si differenziano dagli altri ominoidei principalmente per le dimensioni più piccole, la grande lunghezza delle braccia rispetto alle dimensioni del corpo, lo stile di vita esclusivamente arboricolo, l'utilizzo della brachiazione come forma principale di locomozione e l'organizzazione sociale basata su coppie monogame. Come gli altri ominoidei hanno una cavità cranica voluminosa; le orbite sono grandi e alcune specie possiedono una sacca laringea nel collo che permette loro di intensificare i richiami. Vanno in cerca di cibo durante le ore del giorno e la maggior parte delle specie si ciba principalmente di frutti con polpa, incrementando la dieta con foglie e invertebrati.
Gli ilobatidi abitano in quasi tutto il Sud-est asiatico in habitat di foresta pluviale tropicale e subtropicale, principalmente in zone di bassa quota. Sono animali sociali e territoriali che formano piccoli gruppi di quattro individui in media, composti da una coppia monogama e dai suoi figli. Proteggono il proprio territorio attivamente e tengono alla larga potenziali rivali attraverso una serie di manifestazioni, principalmente vocali, durante le quali la coppia di adulti di ogni gruppo intona a voce alta un duetto di richiami di avvertimento.
Tutte le specie della famiglia sono minacciate di estinzione, a causa della crescente popolazione umana del Sud-est asiatico che ha deforestato, degradato e frammentato il loro habitat per convertire il suolo a varie attività economiche. La presenza umana ha portato anche ad altre attività che hanno contribuito al declino della popolazione, come la caccia per ricavare carne o ingredienti per la medicina tradizionale, e la cattura di esemplari vivi per essere venduti come animali domestici o esibiti negli zoo. Sulla Lista Rossa della IUCN, la maggior parte delle specie viene classificata come in pericolo di estinzione e quattro di esse vengono catalogate come specie in pericolo critico. Una specie compare inoltre sulla pubblicazione biennale I 25 primati più minacciati del mondo 2012-2014.

## Evoluzione e origine

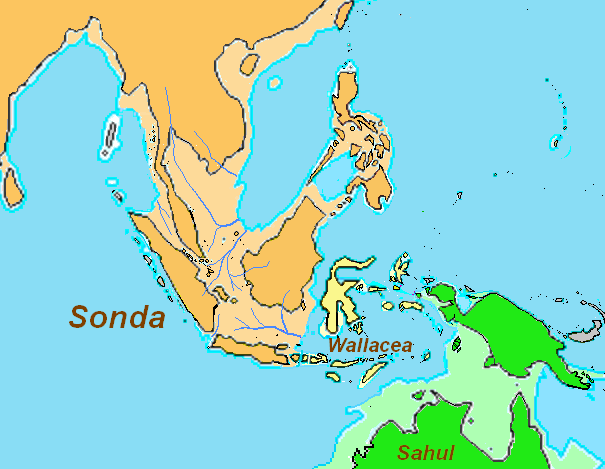
Piattaforma e regione della Sonda.

La piattaforma della Sonda, sopra la quale poggiano le isole del Sud-est asiatico, emerse circa 12 milioni di anni fa creando una nuova porzione di terraferma, che attirò fauna e flora dal resto del continente asiatico. Le fluttuazioni del livello del mare, soprattutto alla fine del Pleistocene, costrinsero una grande massa di continente a ritirarsi e numerose isole a elevarsi di nuovo. In queste circostanze si crearono condizioni di isolamento geografico ideali per la speciazione, con conseguenti migrazioni di queste specie all'interno della stessa piattaforma quando si ristabilirono i ponti di terra. Una volta originatisi vari generi in zone diverse di questa piattaforma (Hoolock, Hylobates, Nomascus e Symphalangus), la suddetta speciazione avvenne in loco, piuttosto che sul continente asiatico.
I resti fossili indicano come possibile antenato degli ilobatidi il Dendropithecus, vissuto in Africa tra 20 e 17 milioni di anni fa. Era una catarrina piccola e agile, parzialmente brachiatrice, con una dentatura che suggerisce una dieta simile a quella dei gibboni e dei siamanghi moderni.

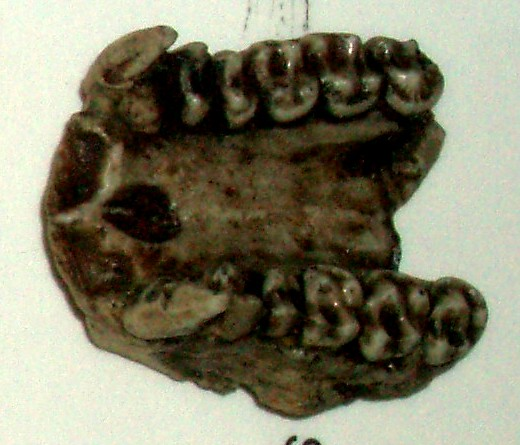
Mandibola di Dendropithecus macinnesi.

Nel 2010, uno studio basato sul DNA mitocondriale realizzato in specie dei generi Hylobates, Nomascus e Symphalangus ha indicato che la separazione tra gli ilobatidi e gli ominidi (uomo, oranghi, gorilla e scimpanzé) avvenne circa 19,25 Ma, un dato compatibile con altre stime basate sull'analisi del gene del citocromo b mitocondriale, indicanti 16,26 Ma. Lo stesso studio situa la divisione tra Nomascus e gli altri generi della famiglia circa 8,67 Ma, mentre il genere Hylobates si sarebbe originato circa 4,17 Ma. L'ulteriore divergenza tra H. lar e H. pileatus avrebbe avuto luogo circa 2,90 Ma e la separazione da H. moloch di H. klossii, e di H. muelleri da H. agilis circa 2,77 e 2,62 Ma, rispettivamente. Un altro studio del DNA mitocondriale stima che il genere Nomascus sarebbe apparso circa 8 milioni di anni fa, e Symphalangus e Hylobates circa 7 Ma; Hylobates pileatus circa 3,9 Ma, Hylobates lar e Hylobates agilis circa 3,3 Ma, durante il Pliocene. Gli studi indicano inoltre Hoolock come ultimo genere a essersi originato a partire da Hylobates circa tra 1,3 e 1,8 Ma.
Tra le specie estinte note unicamente a partire dai fossili vi è Bunopithecus sericus, i cui resti sono stati rinvenuti in Cina, nel Sichuan, in depositi del Pleistocene Medio. Nel sud della Cina, in depositi del Pleistocene, sono stati scoperti anche resti fossili delle attuali specie Nomascus concolor e Hoolock hoolock; ciò dimostra che durante questa epoca la famiglia aveva una distribuzione più ampia in questa regione.

## Classificazione

Classificazione degli ilobatidi all’interno della superfamiglia Hominoidea.

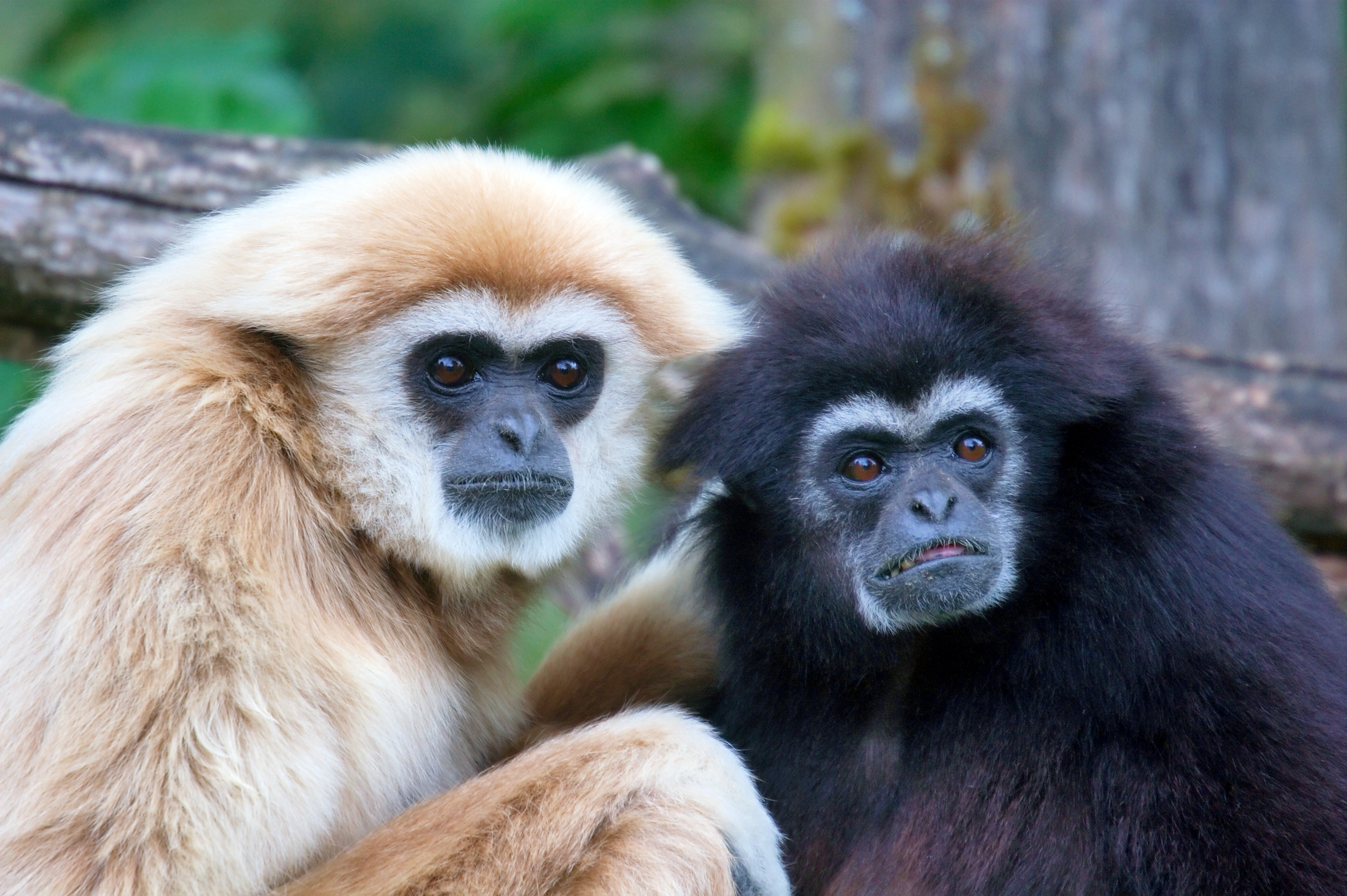
Coppia di Hylobates lar.

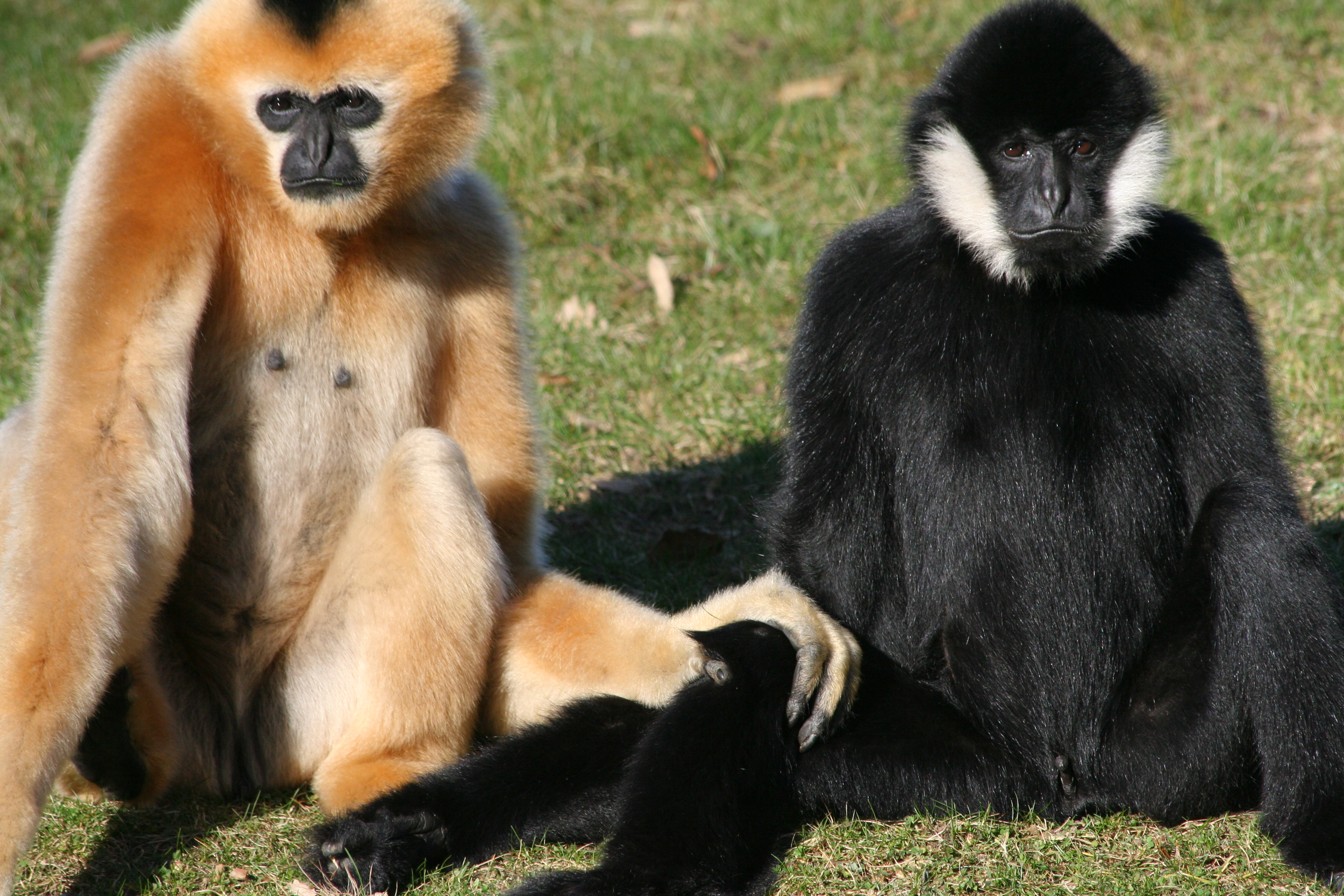
Coppia di Nomascus leucogenys.

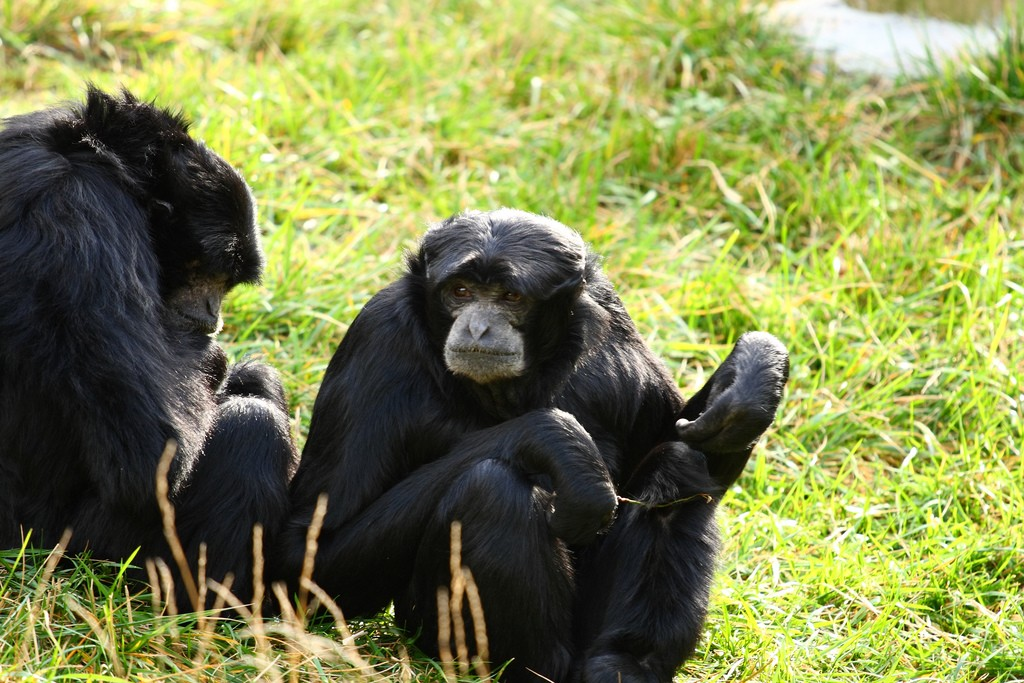
Siamango.

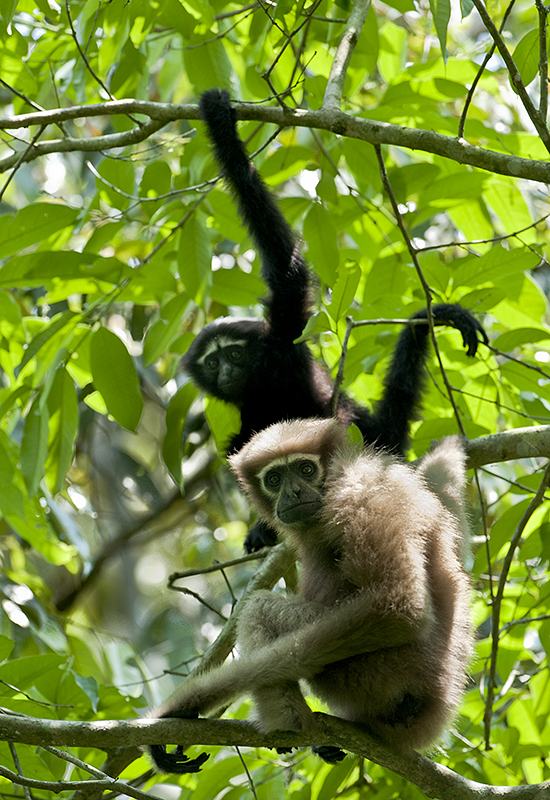
Coppia di Hoolock hoolock.

Il primo studioso ad aver descritto una specie della famiglia Hylobatidae fu Carlo Linneo, che nel 1771 descrisse Homo lar; successivamente, nel 1821, Thomas Raffles descrisse il siamango (Symphalangus syndactylus) come Simia sindactyla, e in seguito Richard Harlan descrisse Simia concolor e Simia hoolock, rispettivamente nel 1826 e 1834. Vaughan, nel 1978, incluse questa famiglia all'interno della famiglia Pongidae, all'epoca considerata distinta da Hominidae, ma in seguito vari autori inclusero Hylobatidae dentro Hominidae. Inizialmente tutte le specie della famiglia venivano classificate tutte nell'unico genere Hylobates; Goodman e i suoi collaboratori separarono Symphalangus e Hylobates in generi differenti (1998), ma quest'ultimo venne provvisoriamente suddiviso in quattro sottogeneri da Groves (2001) per poter così aggirare il problema della posizione tassonomica di Bunopithecus. All'inizio degli anni 2000, la maggior parte degli autori riconosceva l'esistenza di quattro generi - Bunopithecus, Hylobates, Nomascus e Symphalangus -, ma nel 2005 alle due specie di hulok, precedentemente incluse nel genere Bunopithecus, venne assegnato un proprio genere, Hoolock, a dimostrare che non sono poi così strettamente imparentate con la specie estinta Bunopithecus sericus, la quale viene tuttora classificata nel proprio genere estinto e monofiletico, Bunopithecus. La divisione in quattro generi è basata sul numero di cromosomi: 44 (Hylobates), 38 (Hoolock), 52 (Nomascus) e 50 (Symphalangus).
Di seguito sono elencati i generi, le specie e le sottospecie che compongono la famiglia:
- Famiglia Hylobatidae
  - Genere Hoolock Haimoff et al., 1984
    - Hulok occidentale, Hoolock hoolock (Harlan, 1834)
    - Hulok orientale, Hoolock leuconedys Groves, 1967

  - Genere Hylobates Illiger, 1811
    - Gibbone del Borneo occidentale, Hylobates abbotti Kloss, 1929
    - Gibbone agile, Hylobates agilis F. Cuvier, 1821
    - Gibbone dalla barba bianca, Hylobates albibarbis Lyon, 1911
    - Gibbone del Borneo orientale, Hylobates funereus I. Geoffroy, 1850
    - Gibbone di Kloss, Hylobates klossii (Miller, 1903)
    - Gibbone dalle mani bianche, Hylobates lar (Linneaus, 1771)
      - Hylobates lar carpenteri Groves, 1968
      - Hylobates lar entelloides I. Geoffroy, 1842
      - Hylobates lar lar (Linneaus, 1771)
      - Hylobates lar vestitus Miller, 1942
      - Hylobates lar yunnanensis Ma e Y. Wang, 1986

    - Gibbone cenerino o gibbone di Giava, Hylobates moloch (Audebert, 1798)
    - Gibbone di Müller, Hylobates muelleri Martin, 1841
      - Hylobates muelleri abbotti Kloss, 1929
      - Hylobates muelleri funereus I. Geoffroy, 1850
      - Hylobates muelleri muelleri Martin, 1841

    - Gibbone dal berretto, Hylobates pileatus (Gray, 1861)

  - Genere Nomascus Miller, 1933
    - Gibbone dal ciuffo, Nomascus concolor (Harlan, 1826)
      - Nomascus concolor concolor (Harlan, 1826)
      - Nomascus concolor furvogaster Ma e Y. Wang, 1986
      - Nomascus concolor jingdongensis Ma e Y. Wang, 1986
      - Nomascus concolor lu Delacour, 1951

    - Gibbone dalle guance rosa, Nomascus gabriellae (Thomas, 1909)
    - Gibbone di Hainan, Nomascus hainanus (Thomas, 1892)
    - Gibbone dalle guance bianche, Nomascus leucogenys (Ogilby, 1840)
    - Gibbone dal ciuffo orientale, Nomascus nasutus (Kunkel d'Herculais, 1884)
    - Gibbone dal ciuffo meridionale, Nomascus siki (Delacour, 1951)

  - Genere Symphalangus Gloger, 1841
    - Siamango, Symphalangus syndactylus (Raffles, 1821)

Alcuni studiosi riconoscono un'ulteriore specie, il gibbone dalle guance rosa settentrionale, Nomascus annamensis, descritta nel 2010.
Generi fossili:
- Genere Bunopithecus
  - Bunicithecus sericus
- Genere Junzi
  - Junzi imperialis

## Descrizione

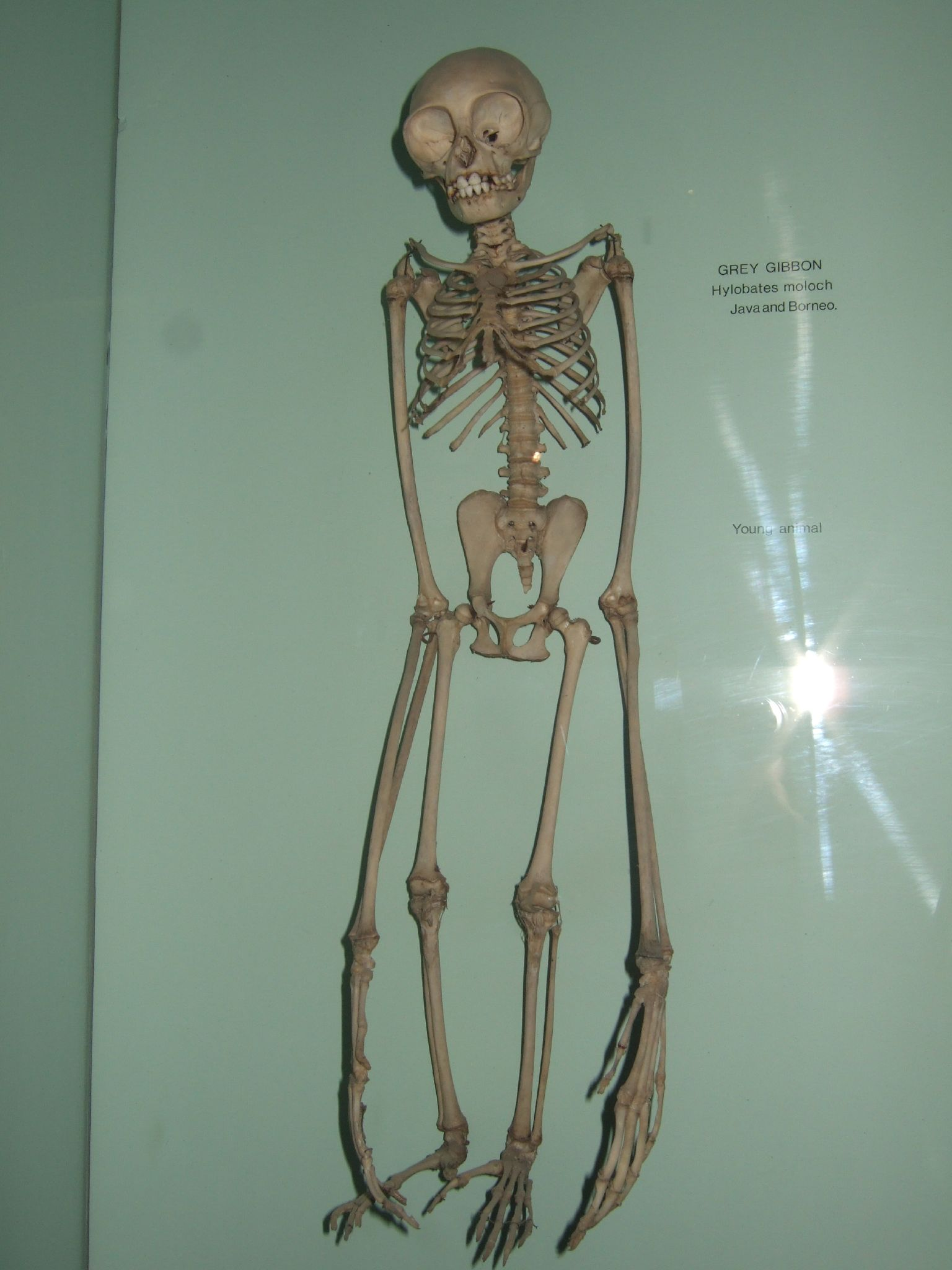
Scheletro di Hylobates moloch; si osserva il grande sviluppo degli arti superiori rispetto al resto del corpo.

Gli ilobatidi differiscono fisicamente dagli ominoidei - uomo, oranghi, gorilla e scimpanzé - sotto vari aspetti, in particolare per le minori dimensioni e la lunghezza delle braccia rispetto al resto del corpo.
La specie più grande è il siamango (S. syndactylus), che ha un'apertura di braccia di circa 1,5 metri, una lunghezza compresa tra i 70 e i 90 cm, e un peso tra gli 8 e i 13 kg. Le altre specie sono notevolmente più piccole: hanno una lunghezza che varia dai 44 ai 63 cm e un peso compreso tra i 4 e gli 8 kg. Hanno corpo e arti esili e normalmente assumono una posizione eretta. Non esiste un dimorfismo sessuale evidente per quanto riguarda le dimensioni e la dentatura. Come gli altri ominoidei sono privi di coda e come alcuni cercopitecidi possiedono callosità ischiatiche.
Nelle differenti specie il manto varia a seconda del sesso e dell'età; può essere di colore nero, grigio, marrone o bianco e in alcune di esse sono presenti macchie di vario colore. Esiste una grande varietà di colorazione tra gli individui della stessa specie e nella maggior parte di essi varia con l'età; i giovani hanno una colorazione chiara che solitamente diviene più scura tra i due e i cinque anni di età, a seconda della specie. Il manto nei gibboni e nel siamango ha una consistenza ruvida e alcune specie possiedono caratteristici ciuffi di pelo intorno al muso, il quale generalmente è privo di peli ed è di colore nero. Per esempio, i maschi adulti del gibbone dal ciuffo (N. concolor) sono completamente neri o presentano ciuffi di pelo sulle guance, di colore bianco o giallastro, mentre le femmine sono quasi sempre marroni e hanno il muso di colore nerastro; al contrario i maschi e le femmine del siamango sono neri, fatta eccezione per la regione facciale che è marrone brillante.

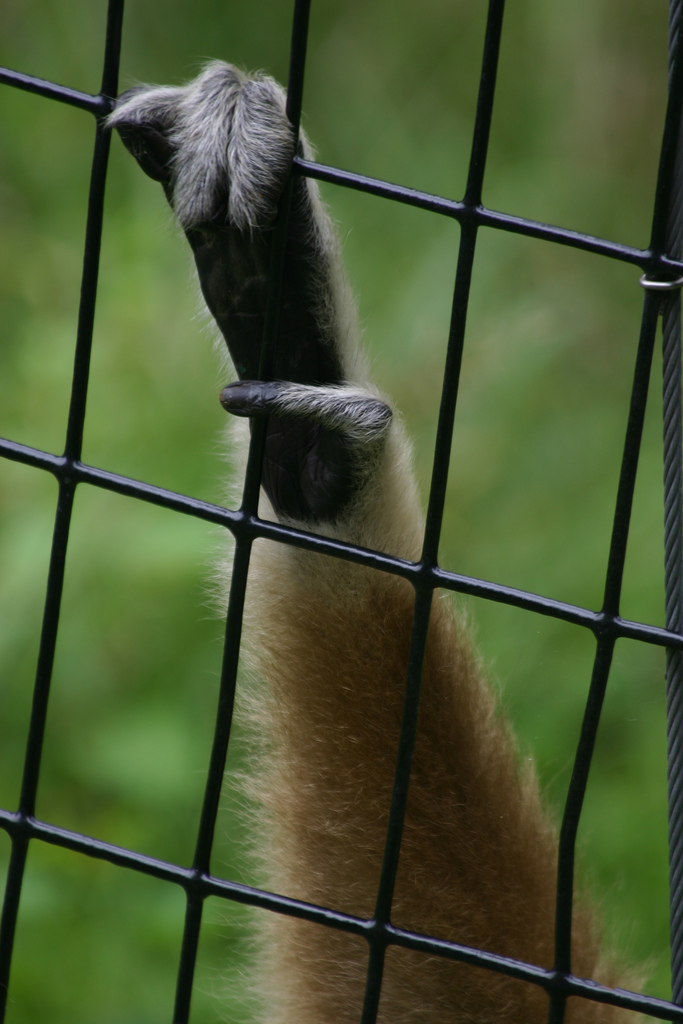
Mano di Hylobates lar.

Come negli altri ominoidei, la calotta cranica è grande e arrotondata, la faccia è corta, con orbite grandi e relativamente distanziate tra loro; la mascella è appiattita e la mascella superiore è larga. I gibboni possiedono la tipica narice catarrina, con fosse nasali unite e rivolte verso il basso. I gibboni sono privi di tasche guanciali e non hanno lo stomaco sacculato - stomaco con cavità tipico di alcune specie di primati arboricoli.
La formula dentaria è I2/2, C1/1, P2/2, M3/3. I molari sono relativamente semplici, con cuspidi basse e arrotondate. I denti sono molto simili a quelli delle grandi scimmie. I canini hanno dimensioni simili in entrambi i sessi; sono allungati e, tanto quelli superiori che quelli inferiori, sono a forma di daga e sporgono anteriormente. Il primo premolare inferiore è leggermente allungato in direzione mediolinguale e interagisce con il bordo posteriore del canino superiore, configurando un dispositivo di taglio simile a quello dei cercopitecidi, costituito da tre parti: il canino superiore, quello inferiore e il premolare inferiore.
Sono tra i primati più vocali e sono noti per costituire duetti - costituiti dalla coppia monogama - che servono principalmente per proteggere il territorio. Per questo, alcune specie possiedono una grossa sacca laringea nella parte anteriore del collo, che può gonfiarsi e serve come camera di risonanza quando l'animale lancia i suoi richiami. Questa struttura è più evidente nel siamango, sebbene sia presente anche in altre specie dei generi Hylobates e Nomascus.
La scapola è lunga e stretta, e nell'articolazione scapolo-omerale la cavità glenoidea è piccola e poco profonda, caratteristica che conferisce all'articolazione un'ampia gamma di movimenti. Tuttavia, essendo sostenuta solo da muscoli e legamenti, questa articolazione è poco stabile. Diversamente che negli uomini, che sono bipedi, la testa dell'omero è maggiore di quella del femore, e ciò testimonia il loro particolare tipo di locomozione. Come nei pongidi e negli altri ominidi, in generale in tutti gli ilobatidi la tibia è più corta e meno robusta del femore.
Il movimento e la forma del pollice negli ilobatidi sono considerati unici tra i primati. Questo è relativamente lungo rispetto all'indice, dal quale è separato da una fenditura che penetra profondamente nel metacarpo. Durante la brachiazione rimane unito allo stesso piano orizzontale delle altre quattro dita; tuttavia, durante la manipolazione degli oggetti viene utilizzato eseguendo un movimento di opposizione. Nel siamango, e raramente in altre specie, il secondo e il terzo dito del piede sono uniti alla base da tessuto connettivo; questa condizione è nota come sindattilia (da cui il nome scientifico syndactylus).

## Biologia

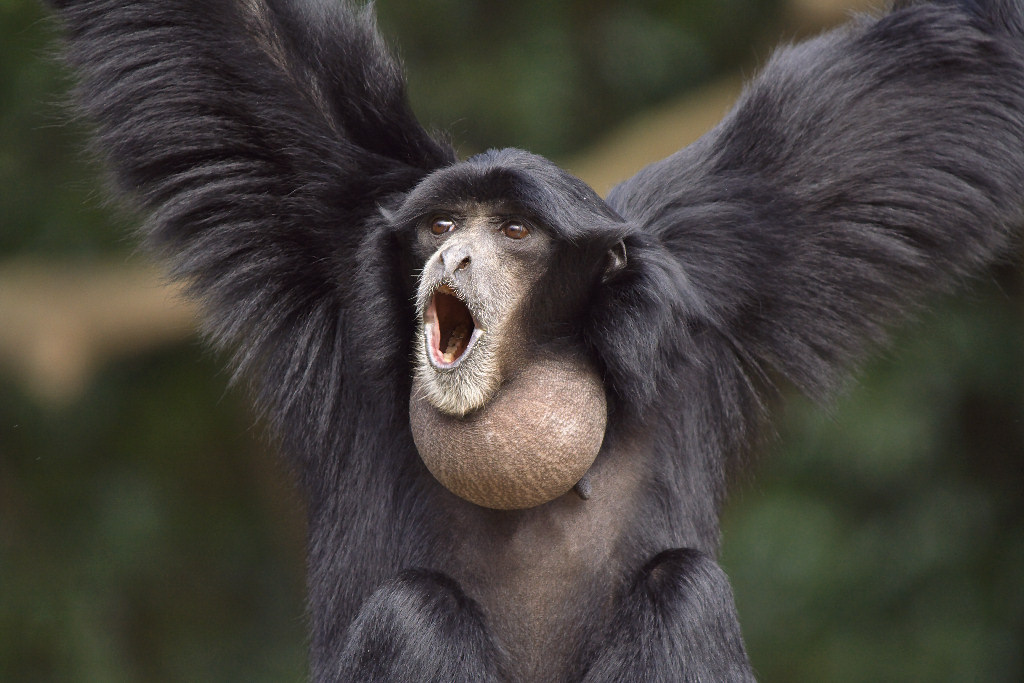
Siamango che emette richiami; si nota la grossa sacca golare che utilizza per amplificare i suoni.

Gli ilobatidi sono animali sociali molto territoriali che difendono i propri confini con manifestazioni visive e vocali vigorose. L'elemento vocale, che può essere spesso udito a oltre 1 km di distanza, consiste in un duetto emesso dalla coppia padrona del territorio, alla quale talvolta si uniscono anche i piccoli. Nella maggior parte delle specie, i maschi, e alcune femmine, cantano assolo per attrarre un partner o per segnalare il proprio territorio.
I gruppi sono composti in media da 3,8 individui e normalmente comprendono una coppia di adulti e due giovani, ma il numero dei componenti uscilla tra 2 e 7 animali. I membri di questi gruppi sono molto uniti; si allontanano solo di pochi metri durante il giorno e rafforzano il loro legame attraverso la toilettatura. Solamente nel gibbone dal ciuffo (Nomascus concolor) sono stati osservati gruppi con due o tre femmine adulte o giovani (poliginia). Spesso si osservano individui solitari; si ritiene che siano animali subadulti che sono stati allontanati dal gruppo e non hanno ancora formato un nuovo gruppo, compito che può richiedere anche diversi anni.

### Territorio
Nelle specie studiate la densità dei gruppi familiari, composti in media da 4 animali, varia da 1,5 a 6,5 per chilometro quadrato. Si è osservato che i gibboni di Müller (Hylobates muelleri) e i siamanghi si spostano in media di 800-900 metri al giorni e altre specie di 1 200-1 500 metri. Tuttavia, in periodi di magra si è osservato che i siamanghi si spostano di appena 150 metri al giorno, ma in altre occasioni anche di 2 860 metri. Sono stati registrati territori di 16 ha tra i gibboni dalle mani bianche della Thailandia (H. lar), di 17 ha tra i gibboni cenerini (Hylobates moloch), di 45 o più ha tra gli hulok occidentali (Hoolock hoolock) del Bangladesh e di 56 ha tra i gibboni dalle mani bianche della Malesia, paese in cui i siamanghi occupano territori di 30-40 ha. La difesa del territorio sfocia raramente in un confronto fisico, in quanto i padroni di un territorio cercano inizialmente di allontanare gli intrusi mediante forti vocalizzazioni ed esibizioni acrobatiche che includono la rottura di rami.

### Alimentazione

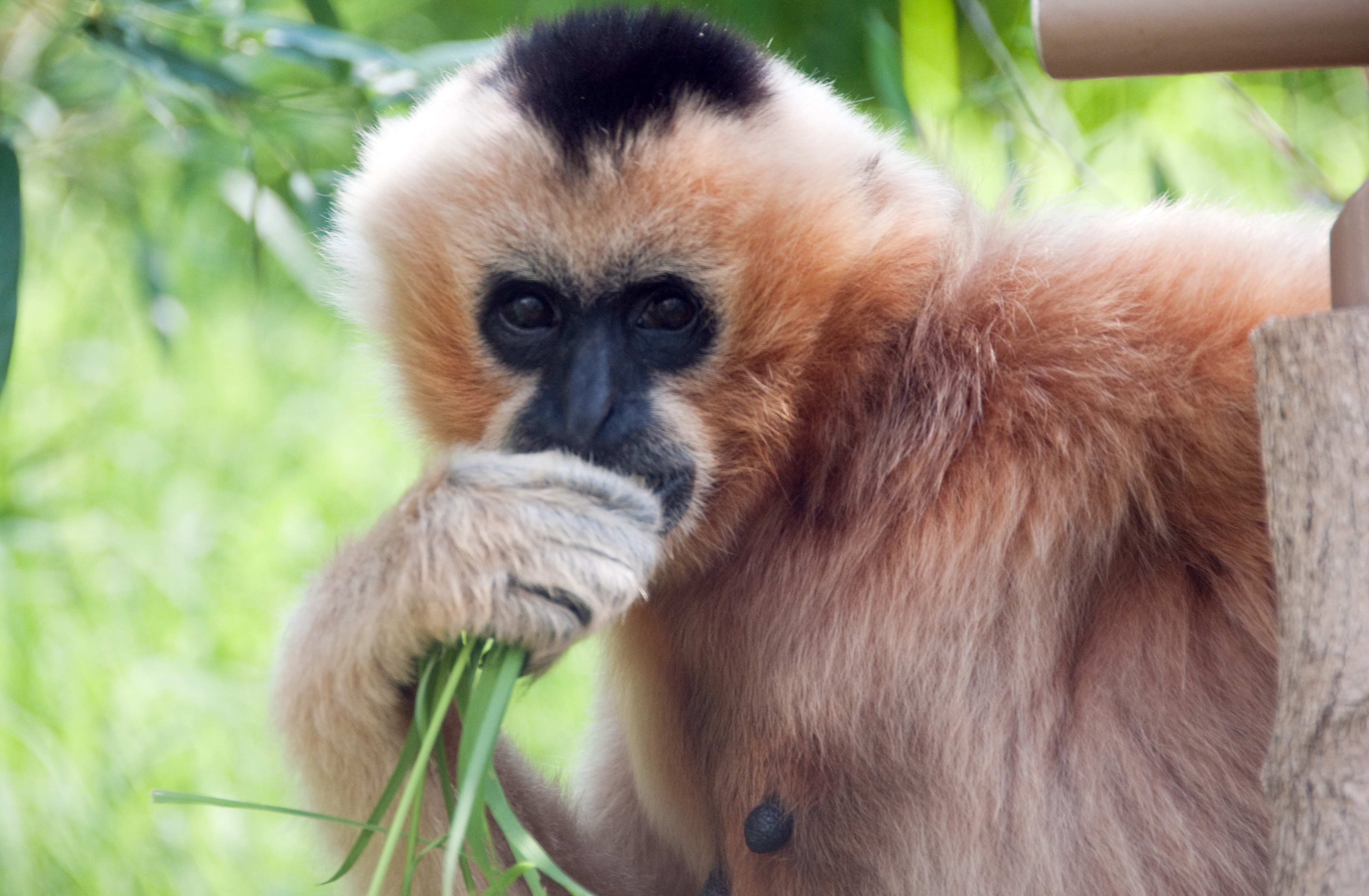
Femmina di gibbone dalle guance bianche (Nomascus leucogenys) che sta mangiando dell'erba.

Gli ilobatidi sono consumatori specializzati di frutti con polpa, così come le scimmie ragno e gli scimpanzé, e mostrano una maggiore predilezione per i frutti piccoli, colorati e ricchi di saccarosio. I piccoli gruppi familiari si appropriano di piccoli alberi da frutto per evitare la competizione con gruppi più numerosi di macachi e di oranghi, nelle zone dove gli areali si sovrappongono (Borneo e nord di Sumatra).
Differiscono da altri primati per non seguire un modello bimodale di alimentazione durante il giorno; vale a dire non presentano due picchi giornalieri di consumo alimentare. Al contrario, si mantengono attivi per quasi tutto il giorno (da 9 a 10 ore), comprese le ore più calde di metà giornata, ma smettono di mangiare diverse ore prima del tramonto. I gibboni dalle mani bianche (Hylobates lar) tendono ad essere un po' meno attivi dei siamanghi: i primi dedicano infatti alle proprie attività il 30-40% del tempo, rispetto al 40-50% dei secondi. I gibboni trascorrono dal 57 al 72% del periodo di foraggiamento consumando frutta e fiori, tranne i siamanghi, che ne utilizzano solo il 44%. Circa il 25% della frutta consumata è costituita da fichi, e nel caso del siamango tale percentuale raggiunge il 40% circa.
La maggior parte delle specie consumano anche foglie tenere, in special modo i siamanghi; non così il gibbone di Kloss (Hylobates klossii), in quanto nelle isole Mentawai in cui abita i suoli sono poveri e alcune foglie contengono sostanze chimiche che le rendono sgradevoli. Anche gli invertebrati sono una fonte importante di proteine e costituiscono, in media, il 10% della dieta di questi animali.

### Vocalizzazioni
| Vocalizzazioni e richiami di ilobatidi                     |
| ---------------------------------------------------------- |
| Duetto di siamanghi                                        |
| Vocalizzazioni di una coppia di gibboni dalle mani bianche |

I richiami degli ilobatidi sono intensi, possono essere uditi a chilometri di distanza e vengono emessi durante il 30-90% della giornata. Questi canti, che sono stati oggetto di studi dettagliati, variano a seconda della specie e del sesso; è possibile identificare una determinata specie basandosi unicamente dai suoni che emette. In alcune specie i canti mattutini vengono emessi solamente dal maschio, ma nella maggior parte di esse il maschio emette duetti con la propria compagna, talvolta con un accompagnamento da parte della prole.
Si ritiene che lo scopo principale dei richiami sia di segnalare il possesso di un territorio e mettere in guardia i potenziali competitori, ma essi possono anche svolgere un ruolo nell'attrazione sessuale ed eventualmente essere anche un mezzo per rafforzare i legami tra le coppie. Le vocalizzazioni emesse dalle femmine hanno lo scopo di proteggere il territorio, mentre quelle dei maschi servono a tenere lontani i rivali.
Questi richiami sono tipicamente di tono puro, con l'energia concentrata nella frequenza fondamentale. A seconda della specie tale frequenza oscilla tra 0,2 e 5 kHz. Le femmine emettono richiami intensi, uniformi e prolungati che - a seconda della specie - sono composti da 6 a 100 note, con una durata di 6-30 secondi. La forma delle note di questi richiami e gli intervalli tra loro seguono un aspetto caratteristico di ciascuna specie. I maschi, invece, emettono vocalizzazioni di breve durata più vari. Iniziano emettendo note semplici, le quali si mescolano progressivamente a formare sequenze complesse, diversi minuti dopo aver iniziato il canto.

### Locomozione

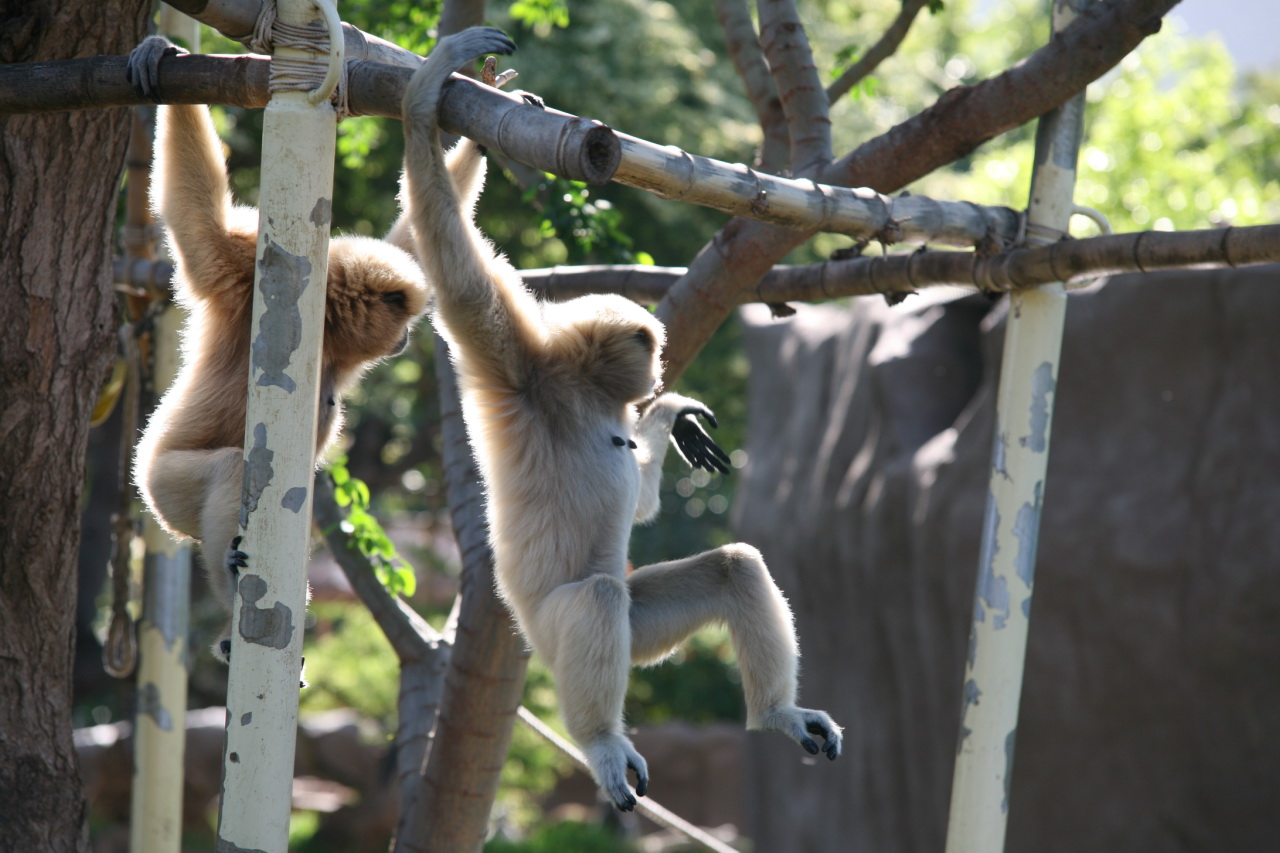
Gibboni dalle mani bianche che brachiano.

Tutti gli ilobatidi sono diurni e arboricoli, ma di tanto in tanto possono scendere al suolo dove possono adottare una postura bipede e camminare usando le lunghe braccia per mantenere l'equilibrio; talvolta possono procedere così anche su rami orizzontali dal diametro sufficiente a sostenerli. Sono gli unici primati che utilizzano la brachiazione come metodo principale di locomozione, perciò vengono indicati come «veri brachiatori». Questo modo di locomozione, in cui gli individui si muovono oscillando tra i rami degli alberi utilizzando solo le braccia, permette loro di coprire una distanza di circa tre metri ad ogni «bracciata». I gibboni sono anche in grado di saltare tra i rami coprendo distanze superiori agli 8 m e possono camminare come un bipede utilizzando le braccia per tenersi in equilibrio. Questo modo di locomozione non costituisce solo una forma efficiente e a basso costo energetico per spostarsi, ma anche un mezzo per accedere in modo efficace a tutti i frutti appesi ai rami degli alberi. Mentre la maggior parte dei primati arboricoli si limitano a raccogliere i frutti che possono raggiungere quando atterrano sui rami, i gibboni possono accedere anche ai frutti che pendono da essi, stando sospesi al ramo sui quali crescono o raccogliendoli con le lunghe braccia, soprattutto nel caso dei rami più sottili dove i frutti sono più abbondanti.

### Riproduzione e ciclo vitale

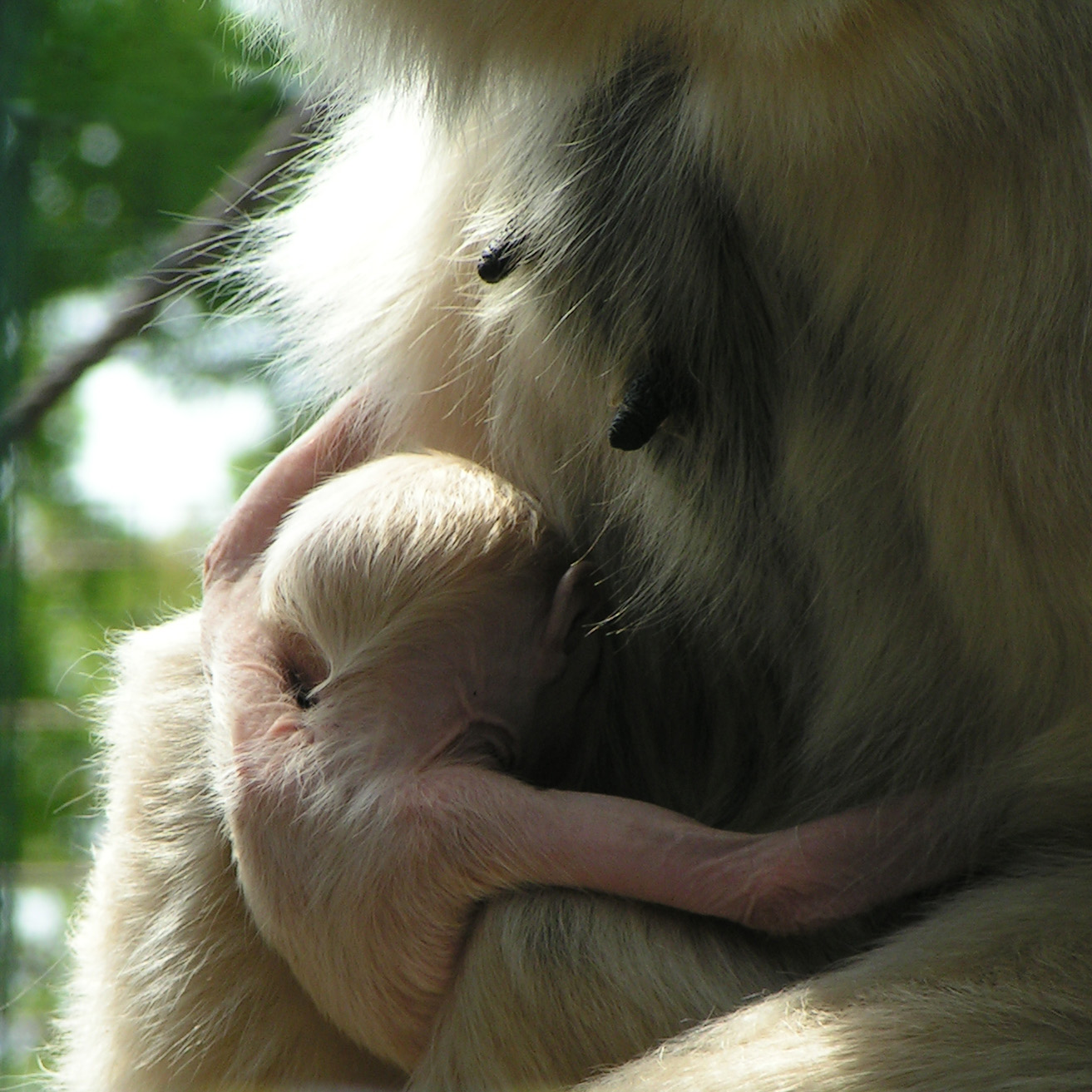
Piccolo di gibbone dalle guance rosa (Nomascus gabriellae).

Gli ilobatidi sono monogami, formando coppie che rimangono unite per tutta la vita; nonostante ciò riduca le probabilità del successo riproduttivo, implica anche un'ottimizzazione delle risorse e un minor costo energetico per la protezione del territorio. Si ritiene che questo stile di vita monogamo e territoriale sia stato adottato per la dipendenza di questi animali a frutti con polpa piccoli e dispersi su una vasta area.
Le nascite avvengono ogni due o tre anni a seconda della disponibilità alimentare, in quanto gli accoppiamenti sono più numerosi nei periodi in cui il cibo, in particolare la frutta, è più abbondante. Nel siamango (S. syndactylus) questo intervallo varia tra 2 e 3 anni, e nel gibbone dalle mani bianche (H. lar) oscilla tra 2 e 2,5 anni. Il ciclo estrale dura in media 28 giorni in H. lar e 30 giorni in H. hoolock. Sono stati documentati periodi di gestazione di 230-235 giorni nel siamango, di 7-7,5 mesi in H. lar e di 7,5 mesi in H. pileatus. Normalmente nasce un unico piccolo, il quale si fissa al corpo della madre a mo' di cintura. Il peso medio alla nascita è di 406 grammi nelle specie del genere Hylobates, 487 in Nomascus e 551 in Symphalangus, valori paragonabili alle differenze di dimensioni che esistono tra gli adulti dei tre generi.
Lo svezzamento è graduale e si completa a diciotto mesi nel gibbone dalle mani bianche e passati i due anni nel siamango. La maturità sessuale è raggiunta completamente intorno agli otto o nove anni, ma in cattività sono stati registrati esemplari fertili già a partire dai quattro-sei anni. Nei siamanghi sono stati registrati record di longevità di circa 25 anni in natura e di circa quarant'anni in cattività, mentre i gibboni agili (H. agilis) e i gibboni dalle guance bianche (N. leucogenys) possono vivere fino a 44 anni.
Nel corso del loro ciclo vitale alcune specie presentano cambiamenti notevoli nella colorazione e nel repertorio vocale. Per esempio, in Nomascus le femmine adulte sono di colore beige o giallastro con un cappuccio nero, mentre i maschi sono neri. Alla nascita entrambi i sessi hanno un manto giallo, simile a quello delle femmine adulte, ma nel corso del primo anno di vita assumono una colorazione completamente nera e solo al raggiungimento della maturità sessuale le femmine cambiano colore una seconda volta assumendo la colorazione più chiara caratteristica delle femmine adulte. Questi cambiamenti si riscontrano anche nel genere Hoolock e nel gibbone dal berretto (Hylobates pileatus), ma sono meno evidenti nelle altre specie. Per quanto riguarda il repertorio vocale, i piccoli gibboni dal ciuffo (Nomascus concolor) partecipano ai canti dei loro genitori, anche nel corso del primo anno di età. Questi emettono solamente richiami intensi e prolungati (simili a quelli emessi dalle femmine adulte), ma al raggiungimento della maturità sessuale cambiano il loro repertorio in quello caratteristico degli adulti; questi cambiamenti sembrano verificarsi anche in altre specie.

## Distribuzione e habitat
I gibboni occupano la foresta pluviale tropicale e subtropicale, con precipitazioni annue di circa 5000 mm, che va dal nord-est dell'India fino all'Indonesia e a nord si spinge fino al sud della Cina, comprendendo le grandi isole di Sumatra, Borneo e Giava.
Nell'habitat dei gibboni abbondano gli alberi della famiglia delle dipterocarpacee, con una percentuale variabile tra l'1 e il 43% del totale della copertura vegetale. Gli alberi delle famiglie delle moracee e delle euforbiacee costituiscono la fonte di nutrimento più abituale. I siamanghi si incontrano più spesso in foreste più elevate di quelle popolate dalle altre specie (si possono incontrare fino a 1800 m s.l.m.), le quali generalmente prediligono zone poco elevate, dove la disponibilità di frutta è maggiore. Questa differenza è dovuta al fatto che i siamanghi hanno una dieta che si basa sulle foglie e non sui frutti, i quali scarseggiano man mano che aumenta l'altitudine. Le foreste di bassa quota sono quelle predilette dall'uomo, poiché sono maggiormente accessibili e crescono su suoli più adatti all'agricoltura. Tuttavia, le specie di gibbone, rispetto ad altre specie di primati, sembrano avere maggiori capacità di sopravvivere in zone ridotte di foresta isolata e in foreste in cui gli alberi vengono abbattuti selettivamente. I gibboni sono diffusi solamente nel Sud-est asiatico. Il loro areale inizia al di là del fiume Brahmaputra, passando per il Bangladesh, la maggior parte degli stati del nord-est dell'India e la Birmania; attraversa i fiumi Salween e Mekong passando per Thailandia, Cambogia, Laos e Vietnam, e al di là del fiume Rosso giunge fino al sud della Cina. A sud-est l'areale si protende verso le isole della Sonda, a sud della penisola di Malacca, fino a Sumatra e alle isole Mentawai, a Giava e al Borneo. In passato l'areale del gibbone dal ciuffo (Nomascus concolor) si spingeva in profondità nel territorio cinese, e giungeva a nord fino al fiume Giallo e ancora fino a mille anni fa allo Yangtze. Da allora, si è andato gradualmente restringendo fino all'estremo sud della Cina.

## Conservazione

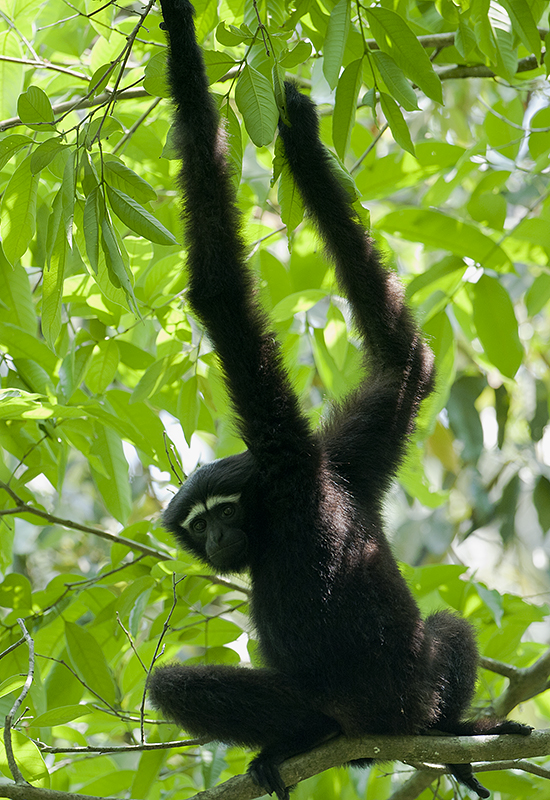
Femmina di hulok occidentale (Hoolock hoolock). La specie venne inclusa nella pubblicazione biennale I 25 primati più minacciati del mondo 2008-2010.

Tutte le specie di gibboni e il siamango sono minacciate di estinzione e man mano che la popolazione umana continua a crescere nel Sud-est asiatico anche la perdita dell'habitat e la sua frammentazione a causa della deforestazione continuano ad aumentare. Per esempio, il gibbone dalle mani bianche dello Yunnan (Hylobates lar yunnanensis), una sottospecie di H. lar, è scomparsa del tutto dal sud della Cina, mentre il gibbone cenerino (Hylobates moloch) occupa solo il 2% del suo areale originario e la sua popolazione conta non più di 250 individui adulti, così come il gibbone di Hainan (Nomascus hainanus), del quale sono noti solo 17 individui.
Oltre alla scomparsa dell'habitat, varie specie vengono spesso cacciate per la carne e per essere usate come ingredienti medicinali, o catturate vive per essere vendute come animali da compagnia o per essere esibite negli zoo. Il commercio illegale di gibboni vivi è un'attività redditizia, in quanto un giovane esemplare può costare 10-500 $ sul mercato nero; tuttavia, una volta raggiunta l'età adulta, questi animali vengono spesso abbandonati. Nel 2005 venne pubblicato un rapporto che rivelava che almeno 559 gibboni e oranghi erano stati venduti illegalmente in Indonesia tra il 1994 e il 2003, nonostante il traffico di questi animali venga punito con il carcere o con multe. Alcune specie come il gibbone dalle mani bianche e gli hulok vengono cacciate per la carne e per essere utilizzate nella medicina tradizionale, oltre ad essere cacciate da parte delle popolazioni native.
Attualmente la Lista Rossa della IUCN cataloga il gibbone dal ciuffo (Nomascus concolor), il gibbone di Hainan (Nomascus hainanus), il gibbone dalle guance bianche (Nomascus leucogenys) e il gibbone dal ciuffo orientale (Nomascus nasutus) come specie in pericolo critico di estinzione; l'hulok occidentale (Hoolock hoolock), il gibbone agile (Hylobates agilis), il gibbone dalla barba bianca (Hylobates albibarbis), il gibbone di Kloss (Hylobates klossii), il gibbone dalle mani bianche (Hylobates lar), il gibbone cenerino (Hylobates moloch), il gibbone di Müller (Hylobates muelleri), il gibbone dal berretto (Hylobates pileatus), il gibbone dalle guance rosa (Nomascus gabriellae), il gibbone dal ciuffo meridionale (Nomascus siki) e il siamango (Symphalangus syndactylus) come specie in pericolo di estinzione. Infine, il solo hulok orientale (Hoolock leuconedys) viene catalogato come specie vulnerabile.
Una di queste specie, il gibbone dal ciuffo orientale (Nomascus nasutus), compare sulla pubblicazione biennale I 25 primati più minacciati del mondo 2012-2014.

### Libri
- (EN) Hutchins, M, Grzimek’s Animal Life Encyclopedia, 14, Mammals III - Primates, 2ª ed., Gale Group, Farmington Hills, Michigan, USA, Kleiman, D. G.; Geist, V.; McDade, M. C., 2003,  pp. 1-22, ISBN 978-0-12-373553-9.
- (EN) Ankel-Simons, F., Primate Anatomy An Introduction, 3ª ed., Academic Press, 2007,  pp. 1-723, ISBN 0-12-372576-3.
- (EN) Nowak, R.M., Gibbons or Lesser Apes, in Walker's Primates of the World, 1ª ed., The Johns Hopkins University Press, 1999,  pp. 168-173, ISBN 0-8018-6251-5.

### Pubblicazioni
- (EN) Colin Groves, Mammal Species of the World. A Taxonomic and Geographic Reference, a cura di D.E. Wilson e D.M. Reeder, 3ª ed., Johns Hopkins University Press, 2005,  120-121, ISBN 0-8018-8221-4.
- Gippoliti S., Visalberghi E. Ordine Primates: elenco delle specie viventi, nome italiano e grado di minaccia. Rivista di Antropologia 2001; 79: 33-44.
- Geissmann, T., Duet-splitting and the evolution of gibbon songs. (PDF), in Biological Reviews, n. 77, 2002,  pp. 57-76.